# Ebenezer Seaver
Ebenezer Seaver (* 5. Juli 1763 in Roxbury, Province of Massachusetts Bay; † 1. März 1844 ebenda) war ein US-amerikanischer Politiker. Zwischen 1803 und 1813 vertrat er den Bundesstaat Massachusetts im US-Repräsentantenhaus.

## Werdegang
Ebenezer Seaver wurde im heutigen Bostoner Stadtteil Roxbury geboren. Er studierte bis 1784 an der Harvard University und arbeitete danach in der Landwirtschaft. Politisch wurde er Mitglied der Ende der 1790er Jahre von Thomas Jefferson gegründeten Demokratisch-Republikanischen Partei. Zwischen 1794 und 1802 saß er als Abgeordneter im Repräsentantenhaus von Massachusetts.
Bei den Kongresswahlen des Jahres 1802 wurde Seaver im 13. Wahlbezirk von Massachusetts in das US-Repräsentantenhaus in Washington, D.C. gewählt, wo er am 4. März 1803 die Nachfolge von Peleg Wadsworth antrat, der in den 15. Distrikt wechselte. Nach vier Wiederwahlen konnte er bis zum 3. März 1813 fünf Legislaturperioden im Kongress absolvieren. Während seiner Zeit als Kongressabgeordneter wurde im Jahr 1803 durch den Louisiana Purchase das Staatsgebiet der Vereinigten Staaten beträchtlich erweitert. Im Jahr 1804 wurde der zwölfte Verfassungszusatz ratifiziert. Seit 1812 überschatteten die Ereignisse des Britisch-Amerikanischen Krieges auch die Arbeit des Kongresses.
Im Jahr 1812 wurde Ebenezer Seaver nicht wiedergewählt. Nach der Gründung des Bundesstaates Maine, dessen Gebiet zuvor zu Massachusetts gehört hatte, war er im Jahr 1820 Delegierter auf der Versammlung zur Anpassung der Staatsverfassung an die neuen Gegebenheiten. In den Jahren 1822, 1823 und 1826 war er nochmals Abgeordneter im Staatsparlament. Er starb am 1. März 1844 in Roxbury.